# Церковний Вісник
Церковний Вісник (до 1970 року — «Вісник») — місячник української католицької парафії св. Володимира й Ольги, що виходить у Чикаго з грудня 1968. Головний редактор — о. крилошанин Олег Кривокульський.